# Japchae
Japchae (coreà: 잡채) és un plat salat i lleugerament dolç de fideus i verdures de vidre sofregits que és popular a la cuina coreana. El japchae es prepara normalment amb dangmyeon (당면, 唐麵), un tipus de fideus de cel·lofana fets amb midó de moniato; els fideus es barregen amb una varietat de verdures, carn i bolets, i es condimenten amb salsa de soja i oli de sèsam.
Antigament un plat reial, el japchae és ara un dels plats de celebració tradicionals més populars, que se serveix sovint en ocasions especials, com ara casaments, aniversaris (especialment dol, el primer aniversari, i hwangap, el seixanta) i festius. També és popular en banquets, festes i collats, a causa de la facilitat de preparació a granel i de servir flexible: el japchae es pot servir calent, a temperatura ambient o fred de la nevera, i es pot menjar acabat de fer o l'endemà.
Japchae se serveix habitualment com a banchan (plat d'acompanyament), encara que també es pot menjar com a plat principal. De vegades se serveix sobre un llit d'arròs: amb arròs, es coneix com a japchae-bap (잡채밥 ).

## Etimologia i història
La paraula sino-coreana japchae (잡채 ) consta de dues síl·labes, jap (잡 ) que significa mixt i chae (채 ) que significa vegetal.
Segons Veritable Records of the Joseon Dynasty, el nom originalment es referia a un plat de verdures i bolets sofregit, fet per primera vegada a principis del segle xvii per Yi Chung (1568-1619) per al banquet del palau del rei Gwanghaegun. Al rei li va agradar tant el plat que va recompensar a Yi promovent-lo a una posició d'alt rang, equivalent a la posició de secretari del Tresor, i el japchae es va convertir en un element de la cuina de la cort reial coreana. Cuinat sense fideus ni carn en aquell moment, el japchae es considerava un plat luxós i elegant que es servia a la família reial i als funcionaris d'alt nivell. Els cogombres, els raves i els bolets shiitake es trobaven entre les verdures utilitzades en aquest període.
El Japchae, com altres plats reials, finalment es va adoptar a la cuina de la gent comuna. La seva popularitat va augmentar més tard al segle XX quan els fideus de cel·lofana fets amb midó de moniato es van introduir a Corea des de la Xina. Des de llavors, els fideus s'han convertit en un ingredient integral i principal del japchae. S'ha afegit carn de vedella i altres carns al plat de fideus, mentre que l'experimentació i les adaptacions han donat lloc a moltes variacions sense fideus fetes amb marisc, herbes, pebrots, brots de soja i altres ingredients.

## Ingredients i preparació

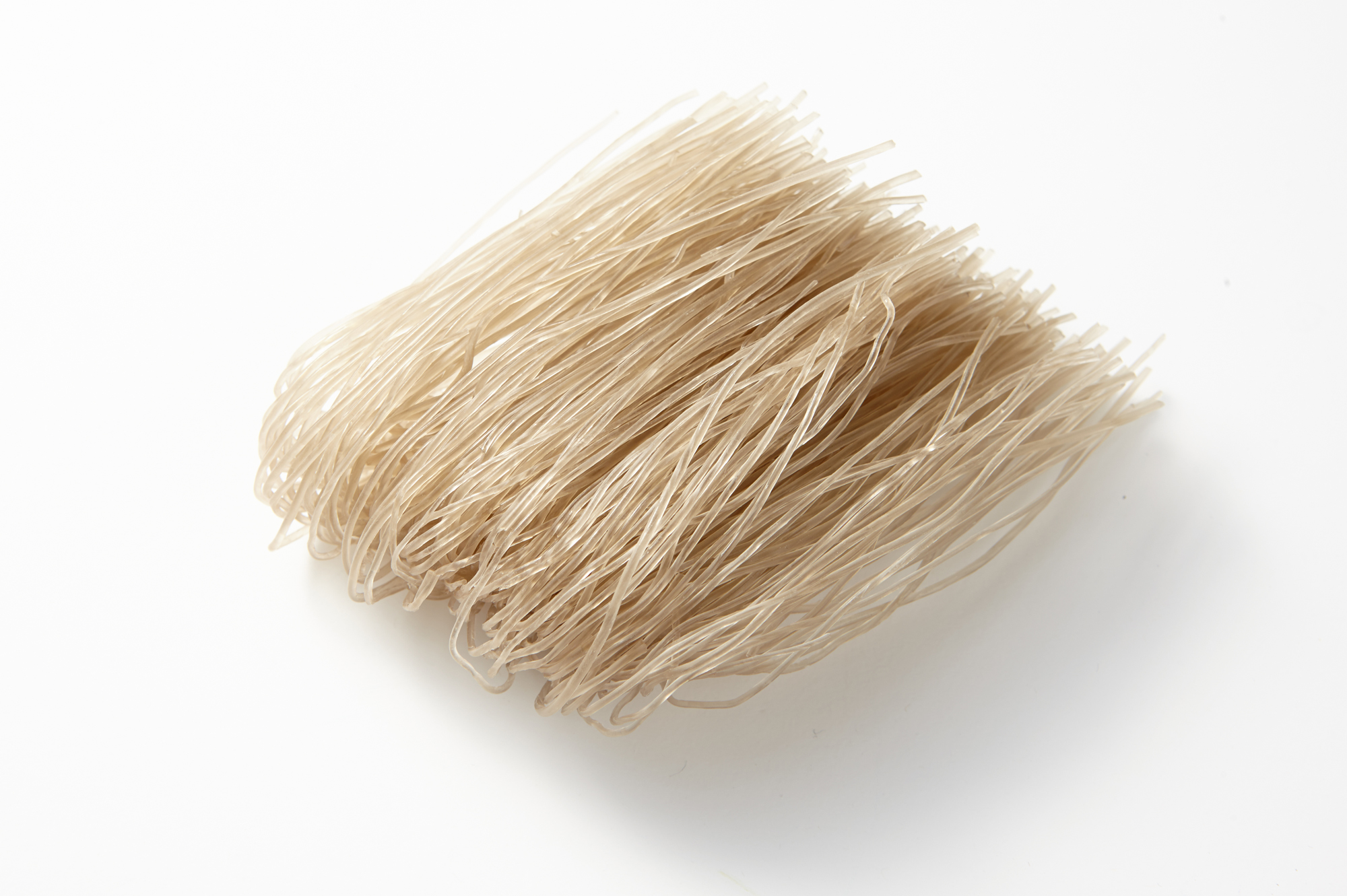
Dangmyeon

Dangmyeon són fideus de color gris pàl·lid, semitransparents, mastegadors i elàstics fets amb midó de moniato. També es coneixen com a "fideus de vidre", "fideus de cel·lofana" o "fideus de moniato". Els fideus es poden remullar amb aigua abans de cuinar-los. De vegades, els fideus es posen en remull amb aigua calenta i després es sofregeixen. L'assortiment de verdures en el japchae pot variar, amb ingredients típics com bolets, pastanagues, espinacs, cebes, ous i ceba d'hivern. Els bolets d'ús habitual són l'orella de fusta, el shiitake i els bolets d'ostra. Tant la carn de vedella com la de porc s'utilitzen habitualment per al japchae. Cada ingredient es sofregeix per separat abans de ser barrejat amb fideus bullits i escorreguts, i amanit amb salsa de soja, sucre, all picat i oli de sèsam. El plat se sol guarnir amb llavors de sèsam torrades i fils de xili, i se serveix calent o fred.

## Varietats

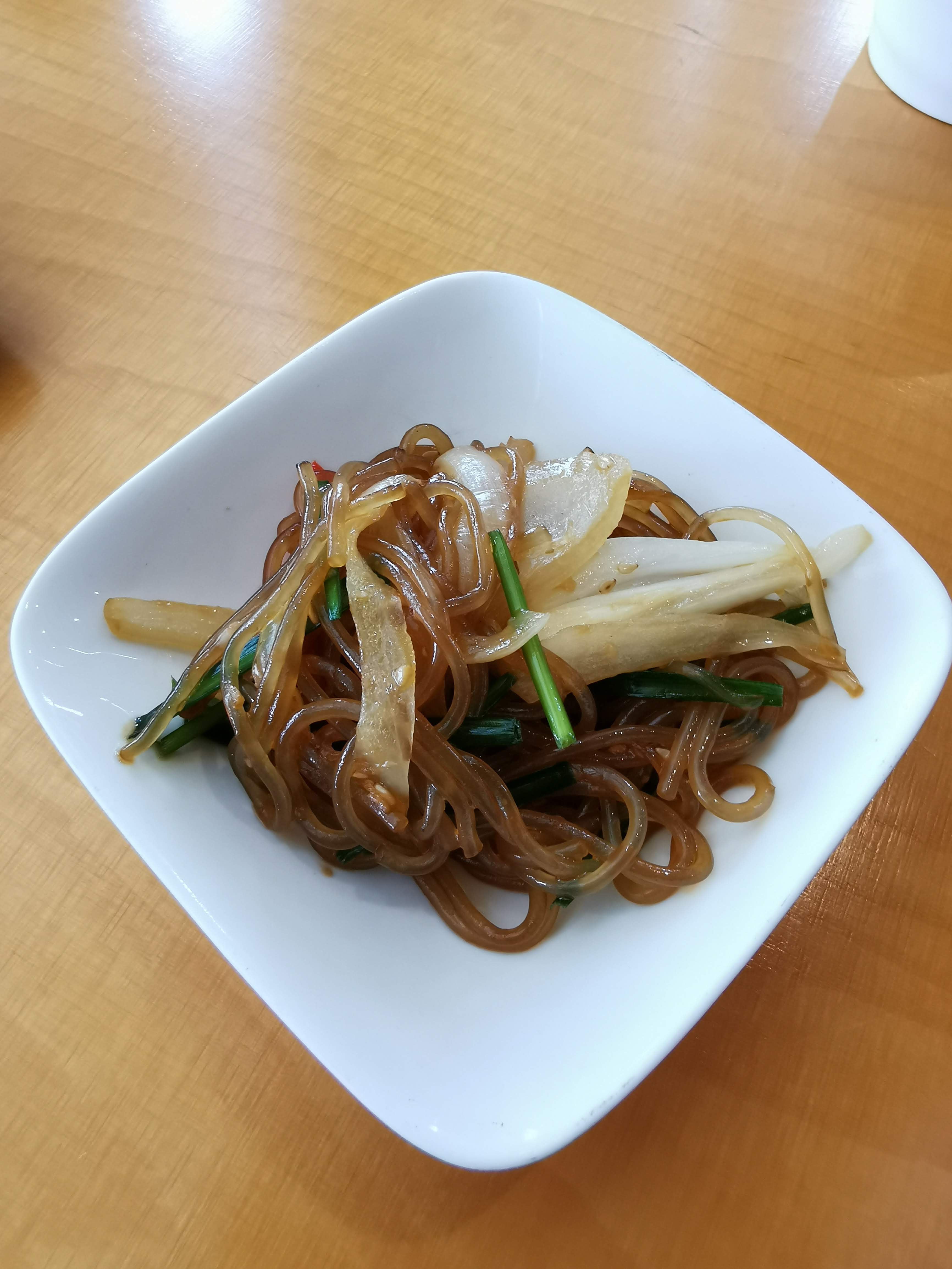
japchae coreà

### Plats de la cort reial
- Gyeoja-chae (겨자채 )

- Jokchae (족채 ) – fet amb jokpyeon triturat (gelea de trotter) i verdures

- Tangpyeong-chae (탕평채 ) - fet amb nokdu-muk (gelatina de mongeta mungo), carn de vedella, brots de mongeta mungo, gota d'aigua i artemisa

- Wolgwa-chae (월과채 ) – fet amb meló en vinagre oriental, vedella i verdures

- Juksoon-chae (죽순채 ) - fet amb brots de bambú i verdures

### Altres plats
- Gochu-japchae (고추잡채 ) – fet amb pebrot verd ratllat i verdures

- Buchu-japchae (부추잡채 ) – fet amb cibulet d'all

- Kongnamul-japchae (콩나물잡채 ) – fet amb brots de soja

- Haemul-japchae (해물잡채 ) – fet amb marisc i verdures

- Beoseot-japchae (버섯잡채 ) – fet amb bolets

- Gungjung-japchae (궁중잡채 ) - fet amb ingredients d'alta qualitat i verdures reials